# Acianthera nemorosa
Acianthera nemorosa é  uma espécie de orquídea (Orchidaceae) que existe na Bahia e estados do sudeste do Brasil.

## Publicação e sinônimos
- Acianthera nemorosa  (Barb.Rodr.) F.Barros, Hoehnea 30: 186 (2003).

Sinônimos homotípicos:
- Pleurothallis nemorosa Barb.Rodr., Gen. Spec. Orchid. 1: 11 (1877).

Sinônimos heterotípicos:
- Pleurothallis farinosa Pabst, Arch. Jard. Bot. Rio de Janeiro 14: 10 (1956).
- Acianthera farinosa (Pabst) Luer, Monogr. Syst. Bot. Missouri Bot. Gard. 95: 253 (2004).